# Casselouvre
Le Casselouvre (ou Casselouvres) est un cours d'eau de France, affluent de la Mare.

## Géographie
Le Casselouvre prend sa source sur la commune de Rosis dans l'Hérault.
Long de 9,8 kilomètres, il se jette dans la Mare à Saint-Gervais-sur-Mare.